# It's All Too Much
It's All Too Much (algo como 'É Tudo Demais') é uma canção dos Beatles que aparece no álbum de 1969 "Yellow Submarine". Foi escrita e cantada por George Harrison para sua então esposa na época, Pattie Boyd. Foi originalmente gravada em 1967, logo depois do lançamento de Sgt. Pepper's Lonely Hearts Club Band e estava escalada para aparecer no próximo álbum, Magical Mystery Tour, mas foi adiada.
A música foi gravada nos Estúdios De Lane Lea, sendo uma das poucas músicas dos Beatles que não foram gravadas nos Estúdios Abbey Road. É uma das duas únicas músicas deles que contém retorno de guitarra, o popular feedback (a outra sendo I Feel Fine). A canção tinha o título provisório de "Too Much".
Uma mixagem monofônica, com mais de 8 minutos de duração, contendo letra extra e um final mais longo, nunca foi lançada em lançamentos oficiais, mas pode ser encontrada em bootlegs.
A versão mais conhecida da música foi editada para 6 minutos e aparece no álbum de trilha sonora do filme Yellow Submarine. Porém, a versão que aparece originalmente no filme é um pouco diferente e inclui uma parte da letra que foi cortada da versão do álbum: Nice to have the time to take this opportunity/Time for me to look at you and you to look at me. No entanto, essa parte está inclusa na versão de 8 minutos do bootleg.
A canção contém algumas linhas tiradas de outros trabalhos; a linha With your long blonde hair and your eyes of blue, cantada no final, foi tirada de "Sorrow", dos The Merseys, e a linha de trompete lembra em muitos pontos a "Prince of Denmark's March" de Jeremiah Clarke.

## Ficha Técnica
- John Lennon - Guitarras e Vocal de apoio
- Paul McCartney - Baixo e Vocal de apoio
- George Harrison - Guitarras, Órgão e Vocal principal
- Ringo Starr - Bateria
- George Martin - Orquestração

## Ligações Externas
- «Letra da música» (em inglês)